# Jordan Belfort

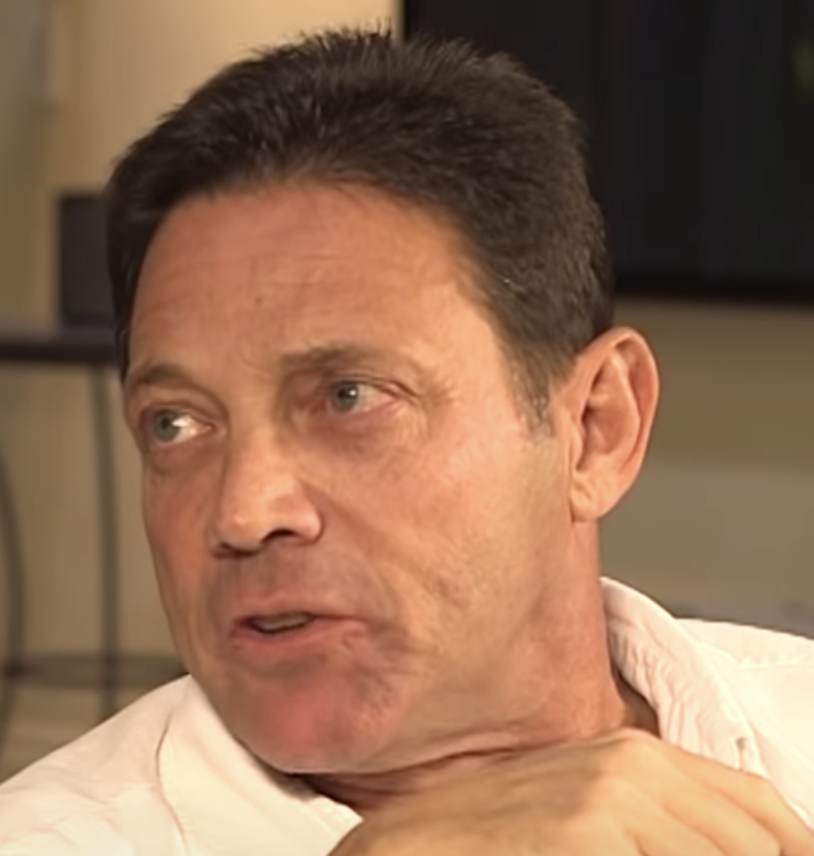
Jordan Belfort (2017)

Jordan Belfort (* 9. Juli 1962 in New York City) ist ein US-amerikanischer Motivationstrainer und ehemaliger Börsenmakler. Ab Ende der 1980er Jahre verdiente er als Aktienhändler mit seinem Unternehmen Stratton Oakmont ein Millionenvermögen. 1998 wurde er für seine Verwicklung in Wertpapierbetrügereien und Geldwäsche zu einer mehrjährigen Gefängnisstrafe verurteilt, kurz zuvor wurde ihm seine Trader-Lizenz auf Lebenszeit entzogen. 2007 erschienen seine Memoiren Der Wolf der Wall Street, die 2013 von Martin Scorsese unter dem Titel The Wolf of Wall Street verfilmt wurden.

## Leben
Jordan Belfort wurde in New York City als Sohn eines Buchhalters geboren und wuchs dort in bürgerlichen Verhältnissen auf. Er studierte an der American University und schrieb sich für eine Ausbildung zum Zahnarzt am Baltimore College of Dental Surgery ein, die er jedoch direkt am ersten Tag abbrach, nachdem der Dekan den Studenten mitgeteilt hatte, dass das „goldene Zeitalter der Zahnmedizin“ vorbei sei und dies die falsche Ausbildung für Leute darstelle, die einfach nur „viel Geld machen“ wollen. Danach schlug er sich eine Zeit lang mit dem Verkauf von Fleisch und Meeresfrüchten durch, bevor er 1987 an die Wall Street ging. Dort war er kurz als Börsenmakler bei L.F. Rothschild tätig. Die Firma wurde jedoch nach dem Börsencrash am Schwarzen Montag geschlossen und Belfort wurde zunächst arbeitslos. Danach heuerte er bei einem Kleinst-Brokerunternehmen in Long Island an, das vor allem Penny-Stocks verkaufte. Durch sein Verkaufstalent hatte Belfort mit den Penny-Stocks, deren Margen viel höher als bei Standardwerten waren, schnell ein hohes Einkommen.
Im Anschluss gründete er mit seinem Freund Danny Porush das Maklerunternehmen Stratton Oakmont. Das Unternehmen stieg in den späten 1980er und frühen 1990er Jahren mit bald über 1.000 beschäftigten Börsenmaklern zu einem der größten Brokerunternehmen der Vereinigten Staaten auf. Stratton Oakmont betreute die Börsengänge von über 35 Unternehmen und verwaltete Anlagen in Milliardenhöhe. Mit 26 Jahren war Belfort Multimillionär und machte fortan vor allem durch seinen exzessiven Lebensstil und Drogenkonsum von sich reden. In der Nacht vom 22. auf den 23. Juni 1996 ließ er seine Yacht Nadine vom Kapitän in einen Sturm vor der Küste Sardiniens steuern, wo das Schiff sank. Belfort und die restlichen Personen an Bord konnten von der italienischen Küstenwache gerettet werden.
Stratton Oakmont wurde 1997 aus der National Association of Securities Dealers wegen Betrugs der Kunden ausgeschlossen und im Jahr darauf von der United States Securities and Exchange Commission geschlossen. Den Anlegern war bis dahin ein Schaden von über 200 Millionen US-Dollar entstanden. Belfort wurde wegen Wertpapierbetrugs und Geldwäsche zu vier Jahren Haft verurteilt, wobei seine Zusammenarbeit mit dem FBI und der Staatsanwaltschaft strafmildernd wirkte. Nach 22 Monaten wurde er aus dem Gefängnis entlassen. Während der Haft lernte er Tommy Chong kennen, der ihn dazu motivierte, seine Lebensgeschichte in Buchform zu veröffentlichen. Nach seiner Entlassung schrieb Belfort seine Memoiren, die sich schnell zum Bestseller entwickelten und später auch in einer deutschen Übersetzung als Der Wolf der Wall Street erschienen. Das Buch wurde insgesamt in 18 Sprachen übersetzt. 2011 folgte Belforts zweites Buch Die Jagd auf den Wolf der Wall Street. In Martin Scorseses Filmbiografie The Wolf of Wall Street wurde er von Leonardo DiCaprio dargestellt. Belfort selbst hatte im Film einen Cameo-Auftritt als Moderator bei einem Verkaufstraining.
Belforts erste seiner drei Ehen endete durch Scheidung. Aus der zweiten Ehe gingen zwei Kinder hervor. Seit Februar 2021 ist er mit Cristina Invernizzi verheiratet.
Er arbeitet als Unternehmensberater und Motivationstrainer. Von den insgesamt 110 Millionen US-Dollar, die er seit 2003 an 1513 Geschädigte zurückzahlen sollte, waren nach Aussagen der Anklage bis 2013 nur 11,6 Millionen US-Dollar beglichen, darunter mehr als 10 Millionen aus beschlagnahmten Grundstücken. Obwohl er durch Tantiemen für seine Bücher, den Verkauf der Filmrechte und Einkünfte aus seinen Motivationstrainings mehr als 1,7 Millionen US-Dollar eingenommen hat, habe er zwischen 2009 und 2013 nur 243.000 US-Dollar an die Geschädigten gezahlt. Belfort wies dies als „Lügen“ zurück.

## Werke
- Der Wolf der Wall Street. Börsenmedien, Kulmbach 2008, ISBN 978-3-938350-74-4
- Die Jagd auf den Wolf der Wall Street: Wie die unglaubliche Geschichte des Jordan Belfort weiterging. Börsenmedien, Kulmbach 2011, ISBN 978-3-942888-78-3
- Way of the Wolf. Die Kunst der Überzeugung, des Einflusses und des Erfolgs. 3. Auflage. FinanzBuch Verlag FBV, München 2023, ISBN 978-3-95972-588-0.
  - Way of the Wolf. Straight Line Selling: Master the Art of Persuasion, Influence, and Success. Gallery Books, New York 2018, ISBN 978-1-5011-6430-9 (amerikanische Originalausgabe).
- The Wolf of Investing. Wie Sie an der Wall Street ein Vermögen machen. FinanzBuch Verlag FBV, München 2024, ISBN 978-3-95972-759-4.
  - The Wolf of Investing. My Insider's Playbook for Making a Fortune on Wall Street. Gallery Books, New York 2023, ISBN 978-1-982197-05-6 (amerikanische Originalausgabe).